# Haplosymploce castanea
Haplosymploce castanea är en kackerlacksart som först beskrevs av Brunner von Wattenwyl 1898.  Haplosymploce castanea ingår i släktet Haplosymploce och familjen småkackerlackor. Inga underarter finns listade i Catalogue of Life.